# Dedikacija
Dedikacija ili posveta je čin posvećenja oltara, hrama, crkve ili druge sakralne građevine.

## Judaizam
Dedikacija u judaizmu se odnosi čišćenje i posveta Salamonova hrama, sprovedeno jer ga je Antioh oskvrnuo.

## Kršćanstvo
Dedikacija u kršćanstvu je svečani obred posvete (staroslavenski: kršćenje) crkava. Po proglašenju Milanskog edikta (313.) obred je odmah uveden. U njemu sudjeluje mnogo liturgijskih osoba predvođenih biskupom. Obred dedikacije traje vrlo dugo. Sadrži niz ceremonija. Cilj im je od posvećenog mjesta otjerati sve profano i svaki zao duh i nečiste sile. Najvažniji čin je polaganje svetačkih moći u oltar, škropljenje vodom, posipanje poda pepelom u koji se upisuju svete riječi i mazanje zidova svetim uljem na dvanaest mjesta, na spomen dvanaestorice apostola. Gdje je namazano ulje, ucrtava se ili kleše se križ, tzv. posvetni križ. Obred okončava pontifikalnom misom. Svake godine slavi se obljetnica dedikacije. Za razliku od dedikacije crkve, blagoslov crkve mnogo je jednostavniji.